# گمینا ماگنوشو
گمینا ماگنوشو (به لهستانی:  Gmina Magnuszew) یک گمینا در لهستان است که در شهرستان کوژنگتسه واقع شده‌است. گمینا ماگنوشو ۱۴۰٫۹۲ کیلومتر مربع مساحت و ۶٬۵۹۵ نفر جمعیت دارد.